# Мероморфна функція

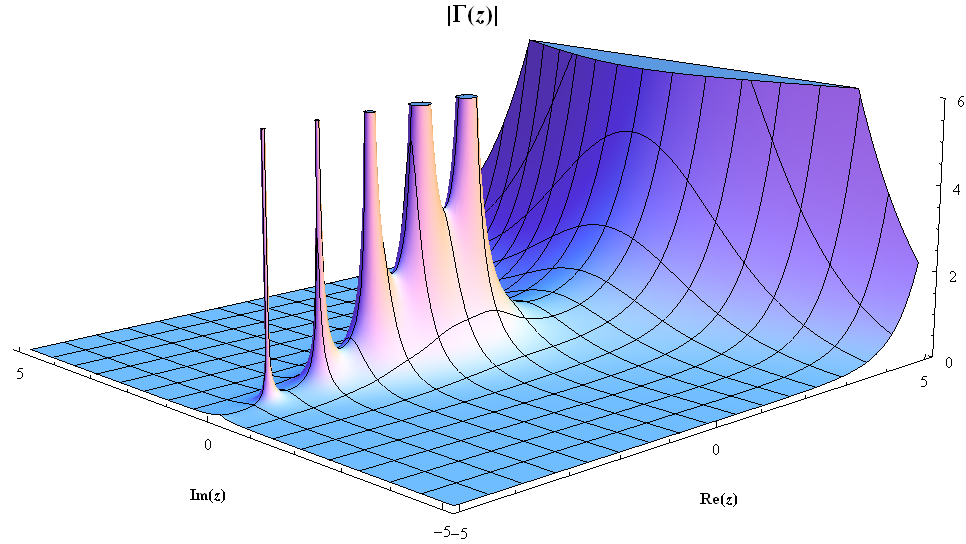
Гамма-функція мероморфна на всій комплексній площині

У комплексному аналізі меромо́рфною фу́нкцією (від грец. μέρος — дріб, грец. ὅλος — вид) на підмножині {\displaystyle \Omega \subset \mathbb {C} } називається функція, що є голоморфною, на множині {\displaystyle \Omega }, за винятком деякої множини особливих точок {\displaystyle \{a_{1},\;a_{2},\;\ldots \}}, яка не має граничних точок і в кожній з яких функція має полюс (тобто {\displaystyle \lim _{z\to a_{i}}|f(z)|=\infty } для всіх {\displaystyle a_{i}}). Оскільки множина особливих точок не має граничних точок, вона є не більш, ніж зліченною.
Будь-яку мероморфну функцію на підмножині {\displaystyle \Omega } можна задати як частку між двома голоморфними функціями (зі знаменником не рівним нулю) визначених на {\displaystyle \Omega }. Отже, мероморфна функція — це відношення двох голоморфних функцій. Така функція буде голоморфною, окрім точок, де знаменник дробу обертається в нуль і значення функції прямує до нескінченності.
З алгебраїчної точки зору, якщо множина {\displaystyle \Omega } зв'язна, тоді множина мероморфних функцій є полем часток множини голоморфних функцій на {\displaystyle \Omega }, яка є областю цілісності . Аналогічно встановлюється залежність між множиною {\displaystyle \mathbb {Q} } раціональних та {\displaystyle \mathbb {Z} } цілих чисел.
Відповідно мероморфною функцією на всій комплексній площині є частка будь-яких двох цілих функцій, тобто частки сум двох степеневих рядів, які збігаються у будь-якій точці.

## Приклади
- Всі раціональні функції такі як

{\displaystyle f(z)={\frac {z^{3}-2z+10}{z^{5}+3z-1}},}
є мероморфними на всій комплексній площині
- Функції   {\displaystyle f(z)={\frac {e^{z}}{z}},\quad f(z)={\frac {\sin {z}}{(z-1)^{2}}}}  і дзета-функція Рімана є мероморфними функціями на всій комплексній площині із скінченною кількістю особливих точок.  Функція {\displaystyle f(z)={\frac {1}{\sin z}}\;} і  гамма-функція є мероморфними на всій комплексній площині із нескінченною множиною полюсів.
- Функція   {\displaystyle f(z)=e^{\frac {1}{z}}}  визначена на всій комплексній площині за винятком точки 0. Проте 0 не є полюсом цієї функції і вона не є мероморфною на всій комплексній площині. Звичайно вона є навіть голоморфною у області {\displaystyle \mathbb {C} \setminus \{0\}}.
- Логарифмічна функція   {\displaystyle f(z)=\ln(z)}   не є мероморфною на всій комплексній площині, оскільки її неможливо однозначно визначити на всій комплексній площині за винятком деякої множини ізольованих точок.
- Функція    {\displaystyle f(z)={\frac {1}{\sin \left({\frac {1}{z}}\right)}}}   не є мероморфною на всій комплексній площині, оскільки точка {\displaystyle z=0} є граничною точкою полюсів функції. Функція   {\displaystyle f(z)=\sin {\frac {1}{z}}}  теж не є мероморфною оскільки її особлива точка {\displaystyle z=0} не є полюсом.
- Важливим класом мероморфних функцій є еліптичні функції.

## Мероморфні функції на Ріманових поверхнях
Зважаючи на те, що кожна точка ріманової поверхні має окіл, який є гомеоморфним деякій відкритій підмножині комплексної площини, то поняття мероморфної функції є визначеним і на ріманових поверхнях. 
На некомпактних ріманових поверхнях мероморфні функції теж є полем часток кільця голоморфних функцій. Для сфери Рімана множина мероморфних функцій рівна множині раціональних функцій. Вона, зрозуміло, не є полем часток голоморфних функцій на сфері Рімана, оскільки всі голоморфні функції є константами.
Будь-яка мероморфна функція {\displaystyle f\in M(\Omega )} задає неперервне відображення {\displaystyle f} області {\displaystyle \Omega } у сферу Рімана {\displaystyle \mathbb {C} \cup \{\infty \}}, яке є голоморфним відображенням відносно стандартної комплексної структури {\displaystyle \mathbb {C} \cup \{\infty \}=\mathbb {C} P^{1}}.
Навпаки, довільне голоморфне відображення {\displaystyle {\bar {f}}:\Omega \to \mathbb {C} \cup \{\infty \}}, задає мероморфну функцію {\displaystyle f} на {\displaystyle \Omega }. Множина полюсів {\displaystyle f} визначена як прообраз {\displaystyle {\bar {f}}^{-1}(\infty )}, а для інших точок у {\displaystyle \Omega } функція {\displaystyle f} задається рівністю {\displaystyle f(z)={\bar {f}}(z).}

## Властивості
- Якщо задана дискретна підмножина {\displaystyle \{a_{1},\;a_{2},\;\ldots \}} (скінченна або зліченна) області {\displaystyle \Omega } і в кожній точці {\displaystyle a_{i}} — головна частина розкладу Лорана {\displaystyle g_{i}(z)=\sum _{j=1}^{p_{i}}{\frac {c_{-j}^{(i)}}{(z-a_{i})^{j}}},} тоді згідно теореми Міттаг-Лефлера  існує мероморфна функція для якої множина {\displaystyle \{a_{1},\;a_{2},\;\ldots \}} є множиною полюсів  і в кожному полюсі {\displaystyle a_{i}} головна частина розкладу в ряд Лорана рівна {\displaystyle g_{i}(z).} Теорема Міттаг-Лефлера справедлива також для некомпактних ріманових поверхонь. На компактній рімановій поверхні (наприклад, на торі) потрібні додаткові умови узгодження головних частин.
- Пов'язаною є задача знаходжень мероморфних функцій з заданими разом з кратностями нулями і полюсами. Якщо задані дві дискретні підмножини {\displaystyle \{a_{1},\;a_{2},\;\ldots \}} і {\displaystyle \{b_{1},\;b_{2},\;\ldots \}} разом із відповідними множинами натуральних чисел {\displaystyle n_{i}} і {\displaystyle m_{j}} то існує мероморфна функція з нулями кратностей {\displaystyle n_{i}} в точках в {\displaystyle a_{i}} і полюсами кратностей {\displaystyle m_{j}} в точках {\displaystyle b_{j}.} Дане твердження є наслідком теореми Вейєрштраса про цілі функції.